# Fatty's Wine Party
Fatty's Wine Party er en amerikansk stumfilm fra instrueret af Roscoe "Fatty" Arbuckle, der også spiller filmens hovedrolle.

## Medvirkende
- Roscoe 'Fatty' Arbuckle
- Syd Chaplin
- Alice Davenport
- Edward Dillon
- Minta Durfee